# Compliments
Compliments  è il secondo album da solista di Jerry Garcia. È formato da 9 cover di famose canzoni americane, ma include anche un inedito scritto da  John Kahn e Robert Hunter.

## Tracce
1. "Let It Rock" (Chuck Berry)
2. "When The Hunter Gets Captured By The Game" (William Robinson)
3. "That's What Love Will Make You Do" (Henderson Thigpen / James Banks / Eddy Marion)
4. "Russian Lullaby" (Irving Berlin)
5. "Turn On The Bright Lights" (Albert Washington)
6. "He Ain't Give You None" (Van Morrison)
7. "What Goes Around" (Mac Rebbenack)
8. "Let's Spend The Night Together" (Mick Jagger / Keith Richard)
9. "Mississippi Moon" (Peter Rowan)
10. "Midnight Town" (John Kahn / Robert Hunter)

## Formazione
- Jerry Garcia - chitarra, voce
- Arthur Adams - chitarra
- Michael Omartian - piano, tack piano
- John Kahn - basso
- Ron Tutt - batteria
- Merl Saunders - organo
- Larry Carlton - chitarra